# Szilvásvárad
Szilvásvárad är en ort i Ungern.   Den ligger i provinsen Heves, i den norra delen av landet, 120 km nordost om huvudstaden Budapest. Szilvásvárad ligger 444 meter över havet och antalet invånare är 1 885.
Terrängen runt Szilvásvárad är kuperad åt sydost, men åt nordväst är den platt. Runt Szilvásvárad är det ganska glesbefolkat, med 45 invånare per kvadratkilometer. Närmaste större samhälle är Ózd, 14,9 km nordväst om Szilvásvárad. I omgivningarna runt Szilvásvárad växer i huvudsak lövfällande lövskog.